# Червоненский сельский совет (Криворожский район)
Червоненский сельский совет (укр. Червоненська сільська рада) — входит в состав
Криворожского района
Днепропетровской области
Украины.
Административный центр сельского совета находится в 
с. Червоное.

## Населённые пункты совета
- с. Червоное
- с. Гомельское
- с. Запорожец
- с. Калиновка
- пос. Рудничное
- с. Чабаново

## Ликвидированные населённые пункты совета
- пос. Незалежное